# Powstanie Farrapos
Powstanie Farrapos (Farroupilha) zwane „powstaniem łachmaniarzy” – powstanie, które miało miejsce w latach 1835–1845 w Brazylii.
Dnia 20 września 1835 w stanie Rio Grande do Sul w Brazylii doszło do wybuchu powstania Farrapos (tzw. łachmaniarzy). Powstanie miało początkowo charakter społeczny, szybko przekształciło się jednak w zryw niepodległościowy. Przywódcą powstania obrano bogatego hodowcę owiec Bento Gonçalvesa da Silvę, natomiast na czele floty stanął włoski rewolucjonista Giuseppe Garibaldi. 
We wrześniu 1835 powstańcy zdobyli Porto Alegre. Rok później stoczyli bitwę z Brazylijczykami na wyspie Fanfa. 6 listopada 1836 ogłosili w Piratini niepodległość Republiki Rio Grande, na czele które stanął Bento Gonçalves. W roku 1839 walki przeniosły się do stanu Santa Catarina. 15 listopada tego roku flota Garibaldiego poniosła porażkę z flotą rządową w bitwie pod miastem Laguna. Odtąd walki toczyły się ze zmiennym szczęściem dla każdej ze stron. W międzyczasie Gonçalves nadał wolność niewolnikom, którzy licznie zasilali armię powstańczą. W roku 1845 po trwających 10 lat wyniszczających walkach, rząd ogłosił amnestię dla powstańców, którzy ostatecznie złożyli broń.